# كريستيان هولتر
كريستيان هولتر (بالنرويجية البوكمول: Christian Holter)‏ هو لاعب كرة قدم نرويجي، ولد في 9 مايو 1972. لعب مع نادي ستابك.

## روابط خارجية
- كريستيان هولتر على موقع اتحاد النرويج (النرويجية)
- كريستيان هولتر على موقع قاعدة بيانات كرة القدم.إي يو (الإنجليزية)
- كريستيان هولتر على موقع عالم كرة القدم.نت (الإنجليزية)